# Liste von Science-Fiction-Serien (1990er)
Bei diesem Artikel handelt es sich um eine Teilliste des Artikels Liste von Science-Fiction-Serien.
| Titel                                                | Originaltitel                                                                                            | Produktionsjahre     | Anzahl der Episoden | Produktionsland                           |
| ---------------------------------------------------- | --- | -------------------- | ------------------- | ----------------------------------------- |
| A.D. Police                                          | A.D. Police                                                                                              | 1999                 | 12                  | Japan                                     |
| Die Abenteuer des Brisco County jr.                  | The Adventures of Brisco County, Jr.                                                                     | 1993–1994            | 27                  | USA                                       |
| Akte X – Die unheimlichen Fälle des FBI              | The X-Files                                                                                              | 1993–2002            | 202                 | USA / Kanada                              |
| Aliens in meiner Familie                             | Aliens in the Family                                                                                     | 1996                 | 8                   | USA                                       |
| Animorphs                                            | Animorphs                                                                                                | 1998–2000            | 26                  | USA                                       |
| Aquila                                               | Aquila                                                                                                   | 1997–1998            | 13                  | Großbritannien                            |
| Babylon 5                                            | Babylon 5                                                                                                | 1992–1998            | 110                 | USA                                       |
| Beast Wars                                           | Transformers: Beast Wars                                                                                 | 1996–1999            | 52                  | USA / Kanada                              |
| Big Guy & Rusty                                      | Big Guy and Rusty the Boy Robot                                                                          | 1999–2001            | 26                  | USA                                       |
| The Big O                                            | THE ビッグオー, Za Biggu Ō                                                                               | 1999–2003            | 26                  | Japan                                     |
| Biker Mice from Mars                                 | Biker Mice from Mars                                                                                     | 1993–1996            | 65                  | USA                                       |
| Bill und Teds irre Abenteuer                         | Bill & Ted's Excellent Adventures                                                                        | 1990–1991            | 21                  | USA                                       |
| Bill und Teds irre Abenteuer                         | Bill & Ted's Excellent Adventures                                                                        | 1992                 | 8                   | USA                                       |
| Bubblegum Crisis Tokyo 2040                          | バブルガムクライシスＴＯＫＹＯ2040 - Baburugamu Kuraishisu Tokyo 2040                                    | 1998                 | 26                  | Japan                                     |
| B’t X                                                | ビート・エックス                                                                                         | 1996                 | 25                  | Japan                                     |
| Burning Zone – Expedition Killervirus                | The Burning Zone                                                                                         | 1996–1997            | 19                  | USA                                       |
| Cadillacs und Dinosaurier                            | Cadillacs and Dinosaurs                                                                                  | 1993                 | 13                  | USA                                       |
| Captain Planet                                       | Captain Planet and the Planeteers (1990–1992), The New Adventures of Captain Planet (1993–1996)          | 1990–1996            | 112                 | USA                                       |
| Captain Simian und die Weltraumaffen                 | Captain Simian & the Space Monkeys                                                                       | 1997–1998            | 26                  | USA                                       |
| Captain Star                                         | Captain Star                                                                                             | 1997–1998            | 13                  | Großbritannien / Kanada                   |
| Captain Vyom - The Sky Warrior                       | Captain Vyom - The Sky Warrior                                                                           | 1998–1999            | 54                  | Indien                                    |
| Code Name: Eternity - Gefahr aus dem All             | Code Name: Eternity                                                                                      | 1999–2000            | 26                  | Kanada / Frankreich / USA                 |
| Cowboy Bebop                                         | カウボーイビバップ                                                                                       | 1998–1999            | 26                  | Japan                                     |
| Crime Traveller                                      | Crime Traveller                                                                                          | 1997                 | 8                   | Großbritannien                            |
| Chris Colorado                                       | Chris Colorado                                                                                           | 1999                 | 26                  | Frankreich                                |
| Crusade                                              | Crusade                                                                                                  | 1999                 | 13                  | USA                                       |
| Cybersix                                             | Cybersix                                                                                                 | 1998                 | 13                  | Kanada / Argentinien / USA                |
| Dark Season                                          | Dark Season                                                                                              | 1991                 | 6                   | Großbritannien                            |
| Dark Skies – Tödliche Bedrohung                      | Dark Skies                                                                                               | 1996–1997            | 19                  | USA                                       |
| Dead at 21 – Tödliche Träume                         | Dead at 21                                                                                               | 1994                 | 13                  | USA                                       |
| Denkô chôjin Guriddoman                              | 電光超人グリッドマン, Denkō Chōjin Guriddoman                                                            | 1993–1994            | 39                  | Japan                                     |
| Di Gi Charat                                         | デ・ジ･キャラット, De Ji Kyaratto                                                                        | 1999–2000            | 16                  | Japan                                     |
| DNA²                                                 | D・N・A² ～何処かで失くしたあいつのアイツ～, Dī En Ei Tsū: Dokoka de Nakushita Aitsu no Aitsu            | 1994                 | 12                  | Japan                                     |
| Dr. Slump                                            | ドクタースランプ, Dr. Slump                                                                              | 1997–1999            | 74                  | Japan                                     |
| Dragon Flyz                                          | Dragon Flyz                                                                                              | 1996–1997            | 26                  | Frankreich / Großbritannien / Deutschland |
| Flash – Der Rote Blitz                               | Flash | 1990–1991            | 21                  | USA                                       |
| Earth 2                                              | Earth 2                                                                                                  | 1994–1995            | 21                  | USA                                       |
| El Hazard                                            | 異次元の世界エルハザード, Ijigen no Sekai El Hazard                                                      | 1998                 | 13                  | Japan                                     |
| El Hazard – Die Nebenwelt                            | 神秘の世界エルハザード, Shimpi no Sekai Eru Hazādo                                                       | 1995–1996            | 26                  | Japan                                     |
| El Hazard – Die Phantastische Welt                   | 神秘の世界エルハザード, Shimpi no Sekai Eru Hazādo                                                       | 1994–1995            | 7                   | Japan                                     |
| Die Fantastischen Vier mit neuen Abenteuern          | Fantastic Four                                                                                           | 1994–1996            | 26                  | USA                                       |
| Farscape – Verschollen im All                        | Farscape                                                                                                 | 1999–2004            | 88                  | Australien                                |
| First Wave – Die Prophezeiung                        | First Wave                                                                                               | 1998–2001            | 66                  | Kanada                                    |
| Flash Gordon                                         | Flash Gordon                                                                                             | 1996                 | 26                  | Kanada / Frankreich                       |
| Freakazoid!                                          | Freakazoid!                                                                                              | 1995–1997            | 25                  | USA                                       |
| Futurama                                             | Futurama                                                                                                 | 1998–2002, 2007–2013 | 140                 | USA / Südkorea                            |
| Gasaraki                                             | ガサラキ                                                                                                 | 1998                 | 25                  | Japan                                     |
| Geheimnisvolle Insel                                 | Mysterious Island                                                                                        | 1995                 | 22                  | Kanada / Neuseeland                       |
| Geheimprojekt X - Dem Bösen auf der Spur             | Strange World                                                                                            | 1999                 | 13                  | Großbritannien                            |
| Gundam Wing                                          | 新機動戦記ガンダムＷ, Shin Kidō Senki Gandamu Uingu                                                      | 1995–1996            | 49                  | Japan                                     |
| Harlock Saga – Der Ring des Nibelungen – Rheingold   | ハーロック・サーガ～ニーベルングの指環 ラインの黄金～, Harlock Saga – Nibelung no Yubiwa – Rhein no Ōgon | 1999                 | 6                   | Japan                                     |
| Hypernauts – The Space Rangers                       | Hypernauts                                                                                               | 1996                 | 13                  | USA                                       |
| In a galaxy near you                                 | Dans une galaxie près de chez vous                                                                       | 1999–2001            | 65                  | Kanada                                    |
| The Irresponsible Captain Tylor                      | 無責任艦長タイラー, Musekinin kanchō Tairā                                                               | 1993                 | 36                  | Japan                                     |
| Jupiter Moon                                         | Jupiter Moon                                                                                             | 1990                 | 150                 | Großbritannien                            |
| Killertomaten                                        | Attack of the Killer Tomatoes                                                                            | 1990–1991            | 21                  | USA                                       |
| The Last Train                                       | The Last Train                                                                                           | 1999                 | 6                   | Großbritannien                            |
| Lavender Castle                                      | Lavender Castle                                                                                          | 1999–2000            | 26, 13              | Großbritannien                            |
| Legend                                               | Legend                                                                                                   | 1995                 | 12                  | USA                                       |
| Legend of Basara                                     | バサラ                                                                                                   | 1998                 | 13                  | Japan                                     |
| Lexx – The Dark Zone                                 | LEXX | 1997–2002            | 61                  | Kanada / Deutschland / Großbritannien     |
| Liebling, ich habe die Kinder geschrumpft: Die Serie | Honey, I Shrunk the Kids: The TV Show                                                                    | 1997–2000            | 66                  | USA                                       |
| Die Macht des Zaubersteins                           | ふしぎの海のナディア, Fushigi no Umi no Nadia                                                            | 1990–1991            | 39                  | Japan                                     |
| Macross 7                                            | マクロス7                                                                                                | 1994–1995            | 49 + 3              | Japan                                     |
| Das Tollhaus                                         | Maniac Mansion                                                                                           | 1990–1993            | 66                  | Kanada                                    |
| Mega Man                                             | Mega Man                                                                                                 | 1994–1995            | 27                  | USA / Japan                               |
| Men in Black: Die Serie                              | Men In Black: The Series                                                                                 | 1997–2001            | 53                  | USA                                       |
| Mission Erde – Sie sind unter uns                    | Gene Roddenberry's Earth: Final Conflict                                                                 | 1997–2002            | 42                  | Kanada / USA                              |
| Neon Genesis Evangelion                              | 新世紀エヴァンゲリオン, Shin seiki evangerion                                                            | 1995–1996            | 26                  | Japan                                     |
| Die neuen Abenteuer des He-man                       | The New Adventures of He-Man                                                                             | 1990–1991            | 65                  | USA                                       |
| Nowhere Man – Ohne Identität!                        | Nowhere Man                                                                                              | 1995–1996            | 25                  | USA                                       |
| Ocean Girl                                           | Ocean Girl                                                                                               | 1994–1997            | 78                  | Australien                                |
| Outer Limits – Die unbekannte Dimension              | The Outer Limits                                                                                         | 1995–2001            | 154                 | USA                                       |
| PSI Factor – Es geschieht jeden Tag                  | PSI Factor – Chronicles of the Paranormal                                                                | 1996–2000            | 88                  | Kanada                                    |
| Raumstation Unity                                    | Space Island One                                                                                         | 1997–1998            | 27                  | Großbritannien / Deutschland              |
| RoboCop                                              | RoboCop: The Series                                                                                      | 1994–1995            | 21                  | Kanada                                    |
| RoboCop: Alpha Commando                              | RoboCop: Alpha Commando                                                                                  | 1998–1999            | 40                  | Kanada / USA                              |
| Roswell                                              | Roswell                                                                                                  | 1999–2002            | 61                  | USA                                       |
| Roswell Conspiracies - Die Aliens sind unter uns     | Roswell Conspiracies: Aliens, Myths & Legends                                                            | 1999–2000            | 40                  | USA                                       |
| SeaQuest                                             | seaQuest DSV                                                                                             | 1993–1996            | 59                  | USA                                       |
| Serial Experiments Lain                              | Serial Experiments Lain                                                                                  | 1998                 | 13                  | Japan                                     |
| Seven Days – Das Tor zur Zeit                        | Seven Days                                                                                               | 1998–2001            | 66                  | USA                                       |
| Sherlock Holmes in the 22nd Century                  | Sherlock Holmes in the 22nd Century                                                                      | 1999–2001            | 26                  | Großbritannien                            |
| Silent Möbius                                        | サイレントメビウス, sairento mebiusu                                                                     | 1998                 | 26                  | Japan                                     |
| Sliders – Das Tor in eine fremde Dimension           | Sliders                                                                                                  | 1995–2000            | 88                  | USA                                       |
| Sonic Underground                                    | Sonic le Rebelle                                                                                         | 1998–2000            | 40                  | Frankreich / USA                          |
| Space 2063                                           | Space: Above and Beyond                                                                                  | 1995–1996            | 22                  | USA                                       |
| Space Cases                                          | Space Cases                                                                                              | 1996–1997            | 27                  | Kanada                                    |
| Space Cops – Tatort Demeter City                     | Space Precinct                                                                                           | 1994–1995            | 24                  | Großbritannien / USA                      |
| Space Rangers                                        | Space Rangers                                                                                            | 1993                 | 6                   | USA                                       |
| Spellbinder – Gefangen in der Vergangenheit          | Spellbinder / Dwa światy                                                                                 | 1994–1995            | 26                  | Australien / Polen                        |
| Spezialeinheit Metal Jack                            | 機甲警察メタルジャック, Kikō Keisatsu Metaru Jakku                                                       | 1991                 | 37                  | Japan                                     |
| Star Trek: Deep Space Nine                           | Star Trek: Deep Space Nine                                                                               | 1993–1999            | 176                 | USA                                       |
| Star Trek: Raumschiff Voyager                        | Star Trek: Voyager                                                                                       | 1995–2001            | 172                 | USA                                       |
| Star Tresh – The De-Generation                       | Star Tresh – The De-Generation                                                                           | 1997–1999            | 13                  | Deutschland                               |
| Stargate – Kommando SG-1                             | Stargate SG-1                                                                                            | 1997–2007            | 214                 | Kanada / USA                              |
| Starship Troopers                                    | Roughnecks: Starship Troopers Chronicles                                                                 | 1999                 | 36                  | USA                                       |
| Super Force                                          | Super Force                                                                                              | 1990–1992            | 48                  | USA                                       |
| Superman                                             | Superman: The Animated Series                                                                            | 1996–2000            | 54                  | USA                                       |
| Superman – Die Abenteuer von Lois & Clark            | Lois & Clark: The New Adventures of Superman                                                             | 1993–1997            | 88                  | USA                                       |
| Team Knight Rider                                    | Team Knight Rider                                                                                        | 1997–1998            | 22                  | USA                                       |
| Tenchi Universe                                      | 天地無用!宇宙篇, Tenchi Muyō! Uchū Hen                                                                   | 1995                 | 26                  | Japan                                     |
| Tek War – Krieger der Zukunft                        | TekWar                                                                                                   | 1994–1995            | 18                  | Kanada / USA                              |
| Time Trax – Zurück in die Zukunft                    | Time Trax                                                                                                | 1992–1994            | 44                  | USA                                       |
| Timecop                                              | Timecop                                                                                                  | 1997–1998            | 9                   | USA                                       |
| Tokkei Winspector                                    | 特警ウインスペクター                                                                                     | 1990                 | 49                  | Japan                                     |
| Total Recall 2070                                    | Total Recall 2070                                                                                        | 1999                 | 22                  | USA                                       |
| Tödliches Spiel                                      | Deadly Games                                                                                             | 1995                 | 13                  | USA                                       |
| Transformers: Beast Machines                         | Transformers: Beast Machines                                                                             | 1999–2000            | 26                  | USA / Kanada                              |
| Transformers                                         | Transformers: Generation 2                                                                               | 1993–1995            | 52                  | USA / Japan                               |
| The Tribe – Eine Welt ohne Erwachsene                | The Tribe                                                                                                | 1999–2003            | 260                 | Neuseeland                                |
| Trigun                                               | トライガン, Toraigan                                                                                     | 1998                 | 26                  | Japan                                     |
| Viper                                                | Viper | 1994–1999            | 79                  | USA                                       |
| Virtual Reality – Kampf ums Überleben                | Harsh Realm                                                                                              | 1999–2000            | 9                   | Kanada / USA                              |
| The Visitor                                          | The Visitor                                                                                              | 1997–1998            | 13                  | USA                                       |
| Wild Palms                                           | Wild Palms                                                                                               | 1993                 | 5                   | USA                                       |
| Wing Commander Academy                               | Wing Commander Academy                                                                                   | 1996                 | 13                  | USA                                       |
| X-Men                                                | X-Men: The Animated Series                                                                               | 1992–1997            | 76                  | Kanada / USA                              |
| Zurück in die Zukunft                                | Back To the Future                                                                                       | 1991–1992            | 26                  | USA                                       |